# دون رينو
دون رينو (بالإنجليزية: Don Reno)‏ هو عازف قيثارة وموسيقي وكاتب أغاني أمريكي، ولد في 21 فبراير 1927 في سبارتانبرغ في الولايات المتحدة، وتوفي في 16 أكتوبر 1984.

## وصلات خارجية
- دون رينو على موقع IMDb (الإنجليزية)
- دون رينو على موقع ميوزك برينز (الإنجليزية)
- دون رينو على موقع أول ميوزيك (الإنجليزية)
- دون رينو على موقع ديسكوغز (الإنجليزية)
- دون رينو على موقع قاعدة بيانات الفيلم (الإنجليزية)